# Папа Сергије IV
Папа Сергије IV (лат. Sergius; Рим - Рим, 12. мај 1012) је био 142. папа од 6. августа 1009. до 12. маја 1012.